# Ballincar
Ballincar (irisch Baile an Chartha) ist ein Dorf im County Sligo in Irland. Bei der Volkszählung 2022 hatte es 423 Einwohner.

## Lage
Ballincar liegt etwa vier Kilometer nordwestlich von Sligo am Ästuar des Garavogue. Durch die Ortschaft führt die R291 von Sligo nach Rosses Point. 

## Geschichte
Zahlreiche archäologische Fundstellen, Ringforts usw. zeigen eine frühere Bedeutung. Nordwestlich von Ballincar steht die Ruine von Ballincar Castle (Caisleán Bhaile an Chartha). 

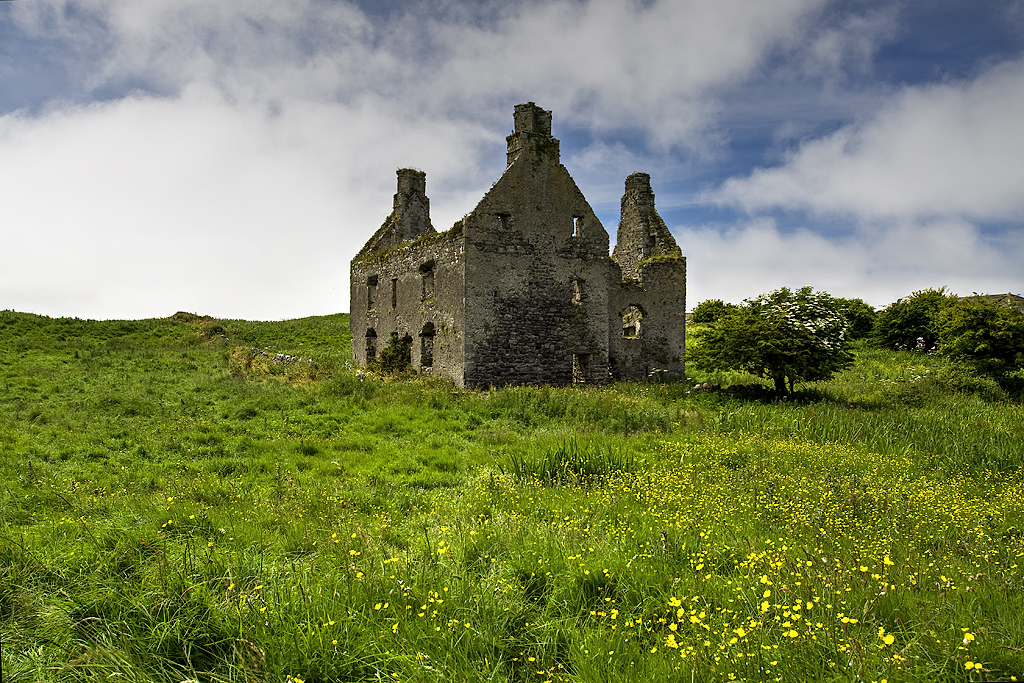
Ballincar Castle